# 1007-й истребительный авиационный полк ПВО
1007-й истребительный авиационный полк ПВО (1007-й иап ПВО) — воинская часть истребительной авиации ПВО, принимавшая участие в боевых действиях Великой Отечественной войны.

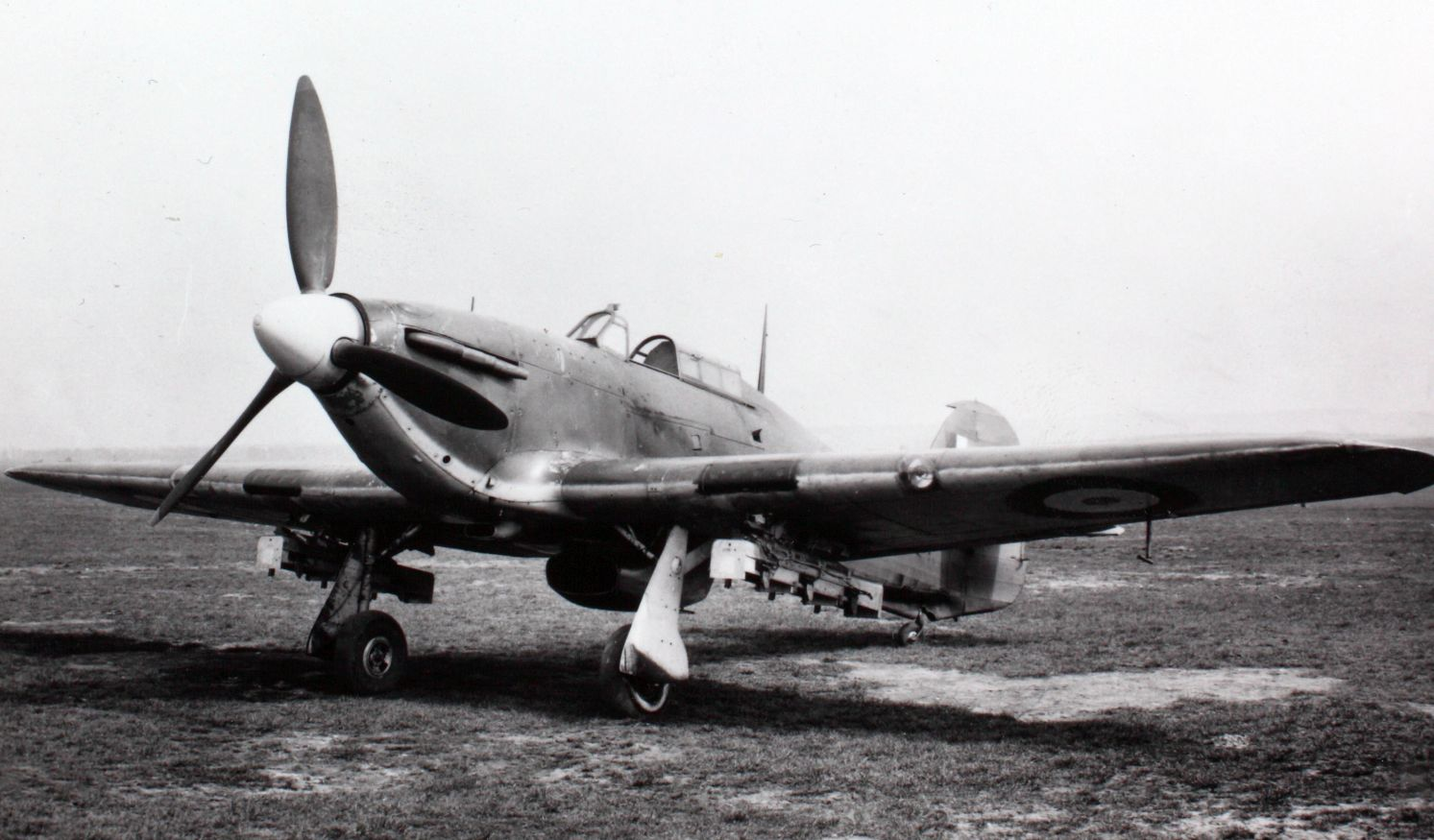
Самолетами Hawker Hurricane полк вооружен при формировании в 1943 году.

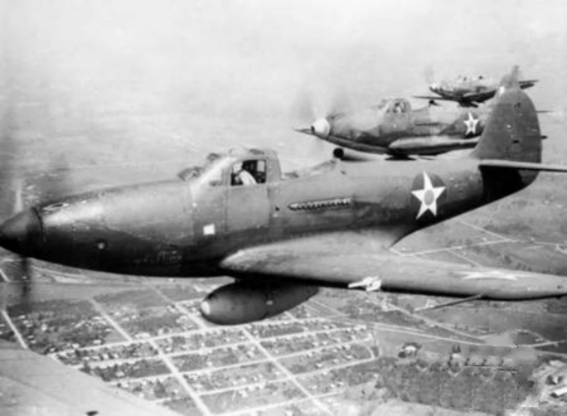
Самолетами Bell P-39 Airacobra полк вооружен в конце июля 1944 года.

## Наименования полка
- 1007-й истребительный авиационный полк ПВО[1][2].
- 1007-й истребительный авиационный полк[1][2];
- Войсковая часть (полевая почта) 18366[1][2].

## История и боевой путь полка
1007-й истребительный авиационный полк начал формироваться с 15 октября 1943 года в составе 9-го истребительного авиакорпуса ПВО в Воронеже по штату 015/325. С 15 декабря формирование продолжилось в составе 148-й истребительной авиадивизии ПВО. С 15 февраля 1944 года полк вновь передан в 9-й истребительный авиационный корпус ПВО, формирование продолжено. С 1 мая 1944 года полк начал получать и осваивать английские истребители «Харрикейн». 30 июня 1944 года формирование завершено.
С 1 июля 1944 года полк приступил к боевой работе в составе 9-го Воронежского истребительного авиационного корпуса ПВО 7-го корпуса ПВО Южного фронта ПВО на самолётах «Харрикейн». Полк базировался на аэродроме Конотоп. В конце июля 1944 года полк начал перевооружаться на американские истребители Bell P-39 Airacobra («Аэрокобра»).
15 августа группа из 8 самолётов полка перебазирована на аэродром Белая Церковь для прикрытия железнодорожных узлов Белая Церковь — Фастов — Мироновка, 16 августа перебазировались оставшиеся 11 самолётов «Аэрокобра». На 1 октября 1944 года полк имел в боевом составе 26 самолётов «Аэрокобра» (6 неисправных) и 17 самолётов «Харрикейн».
24 декабря 1944 года полк вместе с корпусом включен в состав войск Юго-Западного фронта ПВО (преобразован из Южного фронта ПВО). До конца войны полк оставался в составе 9-го Воронежского истребительного авиационного корпуса ПВО.
День Победы 9 мая 1945 года полк встретил на аэродроме Белая Церковь.
Всего в составе действующей армии полк находился: с 1 июля 1944 года по 1 января 1945 года.
Всего за годы войны полком:
- Совершено боевых вылетов — 8.
- Воздушных боев и сбитых самолётов противника нет.

## Командир полка
- майор Заруднев Дмитрий Павлович[1], 10.1943 — 17.04.1944
- майор Лукьянов Анатолий Григорьевич[1], 17.04.1944 — 30.11.1944
- майор Терновой Борис Яковлевич[1], 30.11.1944 — 02.1946

## Послевоенная история полка
После войны полк продолжал входить в состав 9-го Воронежского истребительного авиационного корпуса ПВО. В период с 28 января по 7 февраля 1946 года полк расформирован в составе 9-го Воронежского истребительного авиационного корпуса ПВО на аэродроме Белая Церковь.

## Отличившиеся воины полка
- майор Терновой Борис Яковлевич, командир полка, за мужество и героизм, проявленные на фронте борьбы с немецко-фашистскими захватчиками, Указом Президиума Верховного Совета СССР от 18 августа 1945 года присвоено звание Героя Советского Союза с вручением ордена Ленина и медали «Золотая Звезда». Медаль № 8603.

## Лётчики-асы полка
Летчики-асы полка, сбившие более 5-ти самолётов противника в воздушных боях.
| Фамилия, имя отчество         | Награды | Сбито самолётов (+ в группе) | Примечание |
| ----------------------------- | ------- | ---------------------------- | --- |
| Рыков Петр Федорович          |         | 5 + 3                        | Командир эскадрильи, капитан.                                                                                      |
| Лукьянов Анатолий Григорьевич |         | 8 + 5                        | Командир полка. Один самолёт противника сбит таранным ударом. Умер 27 декабря 1986 г.                              |
| Терновой Борис Яковлевич      |         | 7 + 7                        | Командир полка. По Представлению к званию Героя Советского Союза итоговый боевой счет — 11 + 8. Умер 9 мая 1956 г. |